# Gottlieb Coradi
Gottlieb Coradi (* 13. April 1847 in Zürich; † 2. März 1929 ebenda) war ein Schweizer Feinmechaniker, der Mess- und Zeichengeräte entwickelte und herstellte.

## Biografie

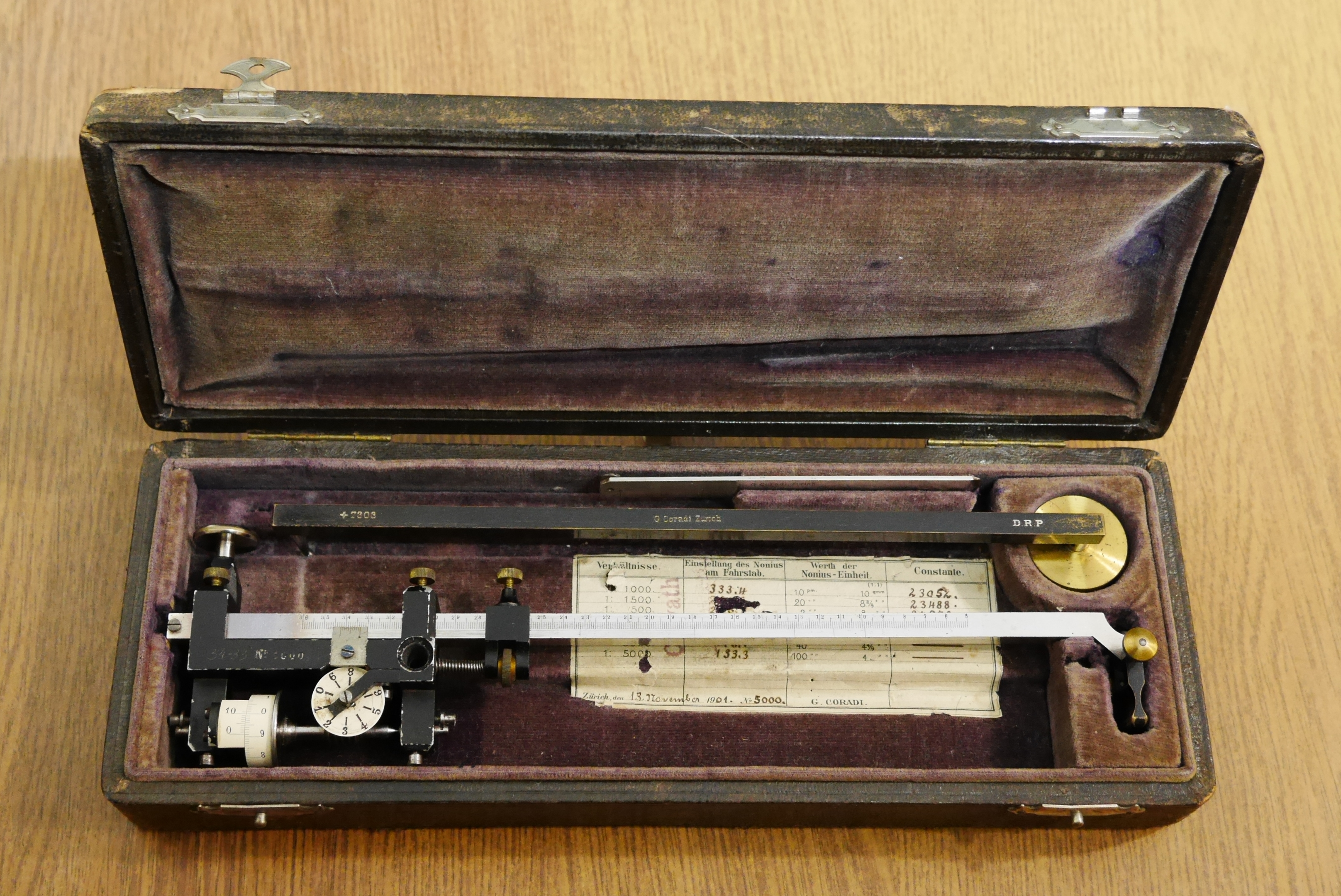
Planimeter der Firma Mathematisch-mechanisches Institut G. Coradi Zürich

Gottlieb Coradi machte seine Mechanikerlehre 1862–1867 in Zürich, arbeitete ab 1870 bei Starke & Kammerer in Wien und stieg 1874 in Kempten in die mechanische Werkstatt von Albert Ott als Geschäftspartner ein. Die Firma Ott & Coradi stellte Planimeter und Pantografen her. 1880 eröffnete Coradi eine eigene Werkstatt in Zürich, das Mathematisch-Mechanische Institut G. Coradi. 1991 entwickelte er das Scheibenpolarplanimeter, 1884 das Scheibenrollplanimeter. Coradi baute 1888 das erste Kugelrollplanimeter, das der Ingenieur Jakob Amsler-Laffon bereits vorher in der Theorie beschrieben hatte. 1894 entwickelte er das Kompensationsplanimeter, das Ungenauigkeiten anderer Planimeter behob.
Auf der Weltausstellung in Paris im Jahr 1900 stellte das Institut seine Geräte vor, ebenso im Erfindersaal der Weltausstellung 1937. Coradi entwickelte viele neue Planimetertypen und hielt zahlreiche Patente für seine Messgeräte. 1929 starb Coradi, ein Sohn und zwei Töchter führten seinen Betrieb weiter.